# Fox River Grove
Fox River Grove – wieś w Stanach Zjednoczonych, w stanie Illinois, w hrabstwie McHenry.

## Wypadek autobusu szkolnego
25 października 1995 roku na przejeździe kolejowo-drogowym w Fox River Grove miał miejsce wypadek autobusu szkolnego, uderzonego przez pociąg osobowy Metra, w wyniku którego śmierć poniosło siedmiorga uczniów, a 24 osoby zostały ranne.